# Марьино-Ольшанка
Марьино-Ольшанка — упразднённая в 1978 году деревня в Знаменском районе Тамбовской области. Входила в состав Покрово-Марфинского сельсовета. В XXI веке — урочище

## География
Находился в пойме р. Цна, юго-западнее устья р. Липовица, к востоку от деревни Ильинка, у прудов. Возле деревни находились селения Солнцево, Каретовка, Садчиково, Путниково, не существующие в XXI веке.

## История
На карте генштаба 1941 года обозначена как Марья-Ольшанка.
Решением исполкома областного Совета от 22 марта 1978 года № 132 исключена из перечня населённых пунктов области.

## Население
В 1932 году — 443 жителя.

## Инфраструктура
Личное подсобное хозяйство.
На предвоенной карте СССР обозначена школа.

## Транспорт
Просёлочная дорога.